# Počitky
Počítky (in tedesco Potschitek) è un comune ceco situato nel distretto di Žďár nad Sázavou, nella regione di Vysočina.